# Vespa fumida
Espèce
Vespa fumida est une espèce de frelons de la famille des Vespidae.

## Répartition
Cette espèce a été identifiée en Inde (Bengale-Occidental, Sikkim, Arunachal Pradesh et Assam), au Bhoutan, au Népal, en Birmanie et en Chine (Sichuan, Yunnan, Fujian, Hubei).